# Fantaisie (Schumann)
La Fantaisie, op. 17 est une œuvre majeure pour piano de Robert Schumann composée en 1835 - 1836 alors que le compositeur avait vingt-six ans. En trois parties, la Fantaisie est un déchirant cri d'amour adressé à Clara Wieck, la jeune virtuose qui allait devenir son épouse quatre ans plus tard et dont le père refuse, pour l'instant, de donner la main.
Le dernier mouvement est considéré comme un des sommets de tout le romantisme.

## Genèse
L'œuvre est contemporaine de ses Scènes d'enfants et de ses Kreisleriana, autres monuments pianistiques du musicien.
Sa genèse est cependant plus longue : la première partie est une ode tourmentée à sa future épouse et est achevée dès 1836. Les deux autres mouvements ne la complètent que plus tardivement pour en faire un hommage à Ludwig van Beethoven, afin d'aider une souscription lancée pour la construction d'un monument à Bonn. Il sous-titre alors les trois parties : Ruines, Trophée et palme avant de se rétracter une nouvelle fois et donner le terme générique de Fantaisie à sa partition.

## Analyse
Son exécution demande environ un peu moins de trente minutes.
- Durchaus phantastisch und leidenschaftlich vorzutragen (À jouer d’un bout à l’autre d’une manière fantastique et passionnée)
- Mässig, durchaus energisch (Modéré, toujours énergique)
- Langsam getragen (Lent et soutenu)

## Interprétations contemporaines
Liszt est le dédicataire de la Fantaisie, et dédiera à son tour à Schumann sa Sonate en si mineur en 1853. Il jouera la Fantaisie à Schumann en privé et l'inclura dans son répertoire d'enseignement, mais ne la joue pas en public, considérant qu'elle n'est pas adaptée à cette forme.
Clara Schumann ne commence à la jouer qu'en 1866, dix ans après la mort de Robert Schumann.

## Discographie sélective
Cette œuvre a fait l'objet de très nombreux enregistrements, dont la comparaison attentive distingue particulièrement :
- Wilhelm Kempff (mars 1971, DG)
- Catherine Collard (Erato, 1973)
- Maurizio Pollini (avril 1973, DG)[3]
- Martha Argerich (Sony, 1976)
- Youri Egorov (FHR, 1980)
- Leif Ove Andsnes (EMI, 1995)
- Alfred Brendel (Philips, 1997)
- Éric Le Sage (Alpha, 2006)

Il ne faut pas négliger :
- Yves Nat (1953, EMI/Warner)[5]
- Edwin Fischer (EMI)
- Géza Anda (14-17 mai 1963, DG)